# Jagdgeschwader 115
115-та винищувальна ескадра (нім. Jagdgeschwader 115 (JG 115)) — винищувальна ескадра Люфтваффе за часів Другої світової війни. 15 жовтня 1944 року переформована на I-шу авіагрупу JG107 (I./JG107).

## Історія
115-та винищувальна ескадра заснована 2 вересня 1944 року на аеродромі поблизу міста Гагенов за рахунок розгортання авіаційного підрозділу FFS B 35 (нім. Flugzeugführerschule B35), як навчальний авіаційний підрозділ. Оснащувалася винищувачами Messerschmitt Bf 109 та навчально-тренувальними літаками Ar 96. 15 жовтня 1944 року переформована на I-шу авіагрупу JG107 (I./JG107).

## Командування

### Командири
- ? (3 вересня — 15 жовтня 1944).

## Бойовий склад 115-ї винищувальної ескадри
- Штаб (Stab/JG 115)
- 1-ша ескадрилья (1./JG115)
- 2-га ескадрилья (2./JG115)
- 3-тя ескадрилья (3./JG115)
- 4-та ескадрилья (4./JG115)